# Оломон
Оломон (итал. Ollomont) је насеље у Италији у округу Долина Аосте, региону Долина Аосте.
Према процени из 2011. у насељу је живело 62 становника. Насеље се налази на надморској висини од 1375 м.

## Становништво
Према резултатима пописа становништва 2011. у општини је живело 158 становника.
| 1931. | 1936. | 1951. | 1961. | 1971. | 1981. | 1991. | 2001. | 2011. |
| ----- | ----- | ----- | ----- | ----- | ----- | ----- | ----- | ----- |
| 291   | 283   | 238   | 211   | 179   | 145   | 141   | 159   | 158   |